# Ingenico
Predefinição:Infobox Société
Ingenico é uma empresa especializada em serviços de pagamento, uma das líderes mundiais no mercado de terminais de pagamento.
O grupo foi fundado na Europa Ocidental, Estados Unidos, América Latina, China, Japão, Austrália e África.
A empresa foi fundada na França em 1980 por Jean-Jacques Poutrel e Michel Malhouitre.